# 苏巴迪奥国际机场

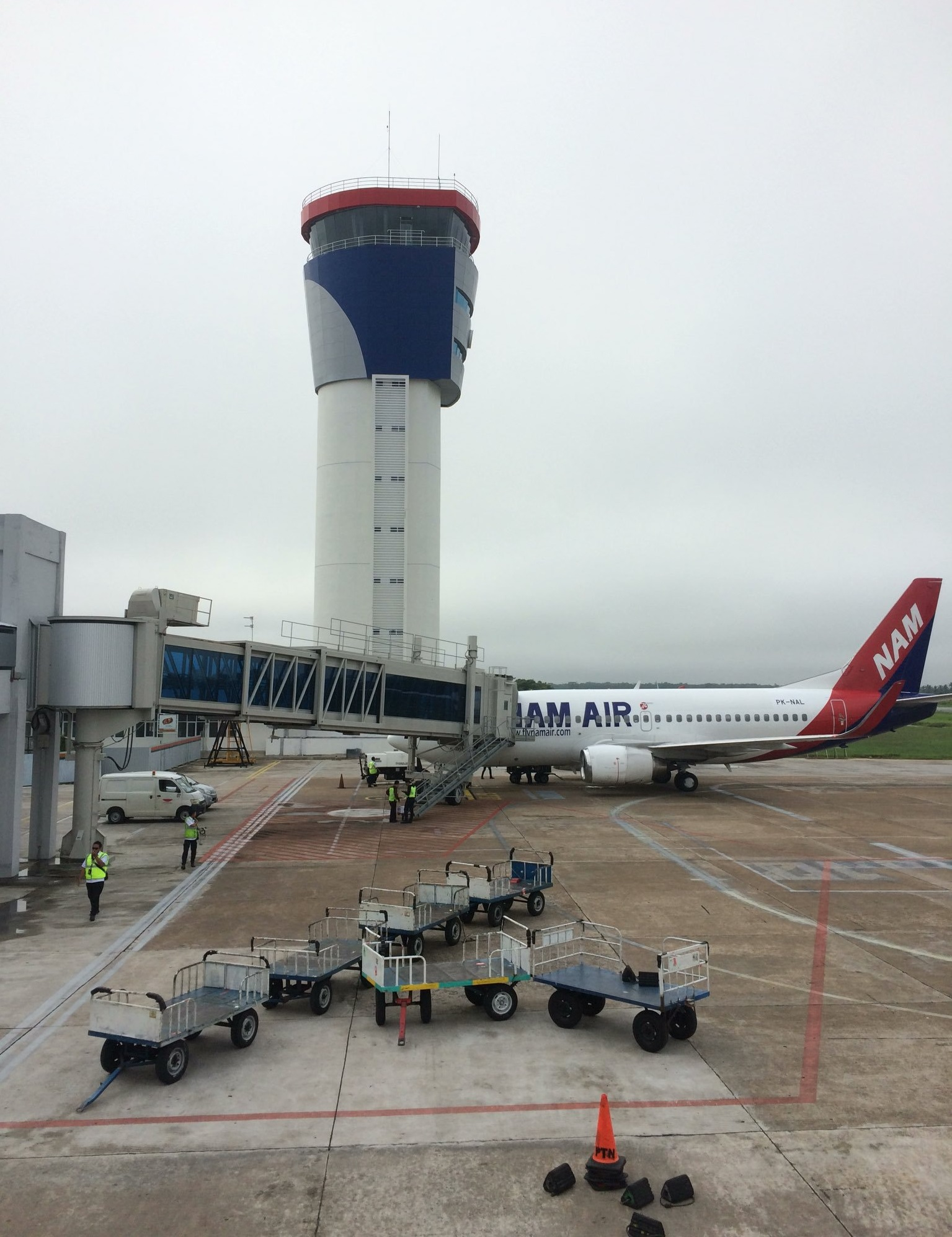
蘇巴迪奧國際機場的新塔台

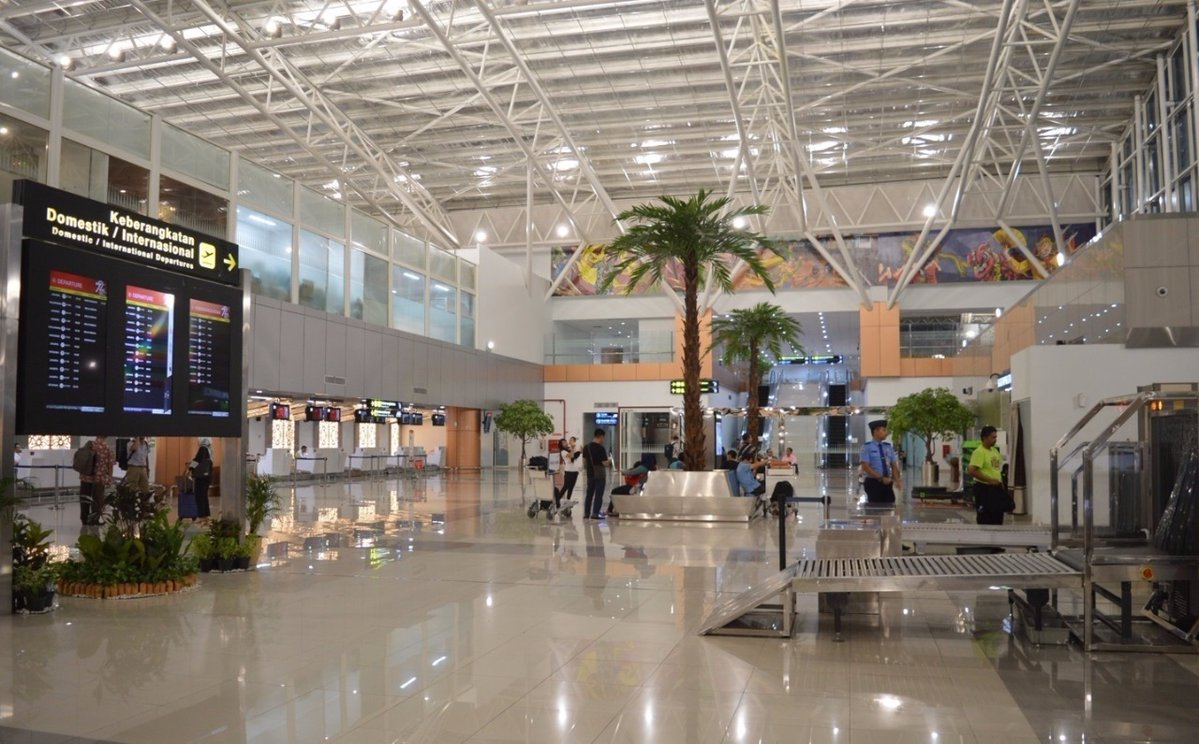
航站樓內部

蘇巴迪奧國際機場（印尼語：Bandar Udara Internasional Supadio），通稱坤甸機場、舊稱雙溪榴槤機場（Sungai Durian或Sei Durian），是印度尼西亞西加里曼丹省坤甸市的一座民用機場，距離坤甸市區17公里。機場佔地面積528公頃，由第二機場股份有限公司運營，是出入西加里曼丹省的重要通道。蘇巴迪奧國際機場開通有飛往印尼各大中城市以及鄰國馬來西亞吉隆坡和古晉的航班。「蘇巴迪奧」一名來自蘇巴迪奧上校，他是一名印尼空軍雙溪榴槤基地的軍官，1966年在萬隆因飛機失事殉職。蘇巴迪奧國際機場與蘇巴迪奧空軍基地共享跑道及其他機場設施，蘇巴迪奧空軍基地是印尼B類空軍基地，也是印尼空軍第1航空中隊的駐地，中隊18架鷹式教練駐紮於此。
蘇巴迪奧國際機場曾經超負荷運行，2014年至2017年啟動了翻新擴建工程，建設了旅客容量更大的航站樓以及新的、更高的塔台，機場跑道和停機坪也得到擴建。航站樓現有4座登機廊橋，年旅客容量可達380萬人次。

## 歷史
1940年代，在获得坤甸苏丹的同意后，荷兰殖民政府准备在坤甸苏丹的领地建设一座飞行场。时值第二次世界大战抗击日本侵略之际，在考虑战略防御因素后，荷兰当局决定在赛伊杜里安地区建设飞行场。不幸的是，在建设开始之前，荷兰殖民政府已向日本投降。日占时期，日军决定建设这座机场，战争中日军飞机曾进驻赛伊杜里安机场。1945年日本投降后，荷兰殖民政府短暂接管了机场，印度尼西亚独立后移交给印尼政府。
在印马对抗的白热化阶段，印尼空军进驻赛伊杜里安机场。对抗行动停止后，赛伊杜里安机场由C型空军基地升格为B型空军基地，目前苏巴迪奥机场是印尼空军第1航空中队的驻地。
1970年代，机场开通了第一条国际航线，飞往邻近地区沙捞越首府古晋，由马巴提努山塔拉航空运营。在1980年代，机场更名为苏巴迪奥机场，同时，嘉鲁达印尼航空开通了飞往新加坡的航班。1989年10月末，马来西亚国际航空也开通了坤甸飞往古晋的航班。1998年由于亚洲金融危机的影响，所有国际航班关停，不过飞往古晋的航班在1999年中旬已重新复航，由巴达维亚航空、卡尔星空航空、快速航空三家公司运营。随后，飞翼航空也加入了这条航线的经营，三家公司则退出了这条航线，目前经营该航线的还有亚洲航空，每周各提供14个架次的飞行。2010年代中旬前，坤甸曾开通过飞往新加坡（巴达维亚航空运营）和新山（快速航空运营）的航线。2015年3月末，亚洲航空开通了飞往吉隆坡的航线。
2020年2月，機場臨時暫停所有國際航線

## 航空公司和目的地
| 航空公司       | 目的地                                             |
| -------------- | -------------------------------------------------- |
| 亞洲航空       | 吉隆坡(臨時停飛）、古晉(臨時停飛)                  |
| 連城航空       | 巴淡、雅加達、道房、富都、泗水                     |
| 嘉魯達印尼航空 | 雅加達                                             |
| 印尼亞洲航空   | 吉隆坡(臨時停飛）                                  |
| 獅子航空       | 巴厘巴板、巴淡、雅加達、望加錫、三寶壟、泗水、日惹 |
| 楠航空         | 馬辰、雅加達、道房、富都、新黨、梭羅               |
| 三佛齊航空     | 雅加達                                             |
| 飛翼航空       | 道房、古晉、帕朗卡拉亞、富都、新黨、泗水           |
| 快速航空       | 梭羅                                               |

## 統計數據
| 年   | 客流量    | 架次   | 货运量 |
| ---- | --------- | ------ | ------ |
| 2002 | 597,688   | 16,113 | 3,993  |
| 2003 | 835,546   | 19,196 | 5,155  |
| 2004 | 1,085,019 | 21,186 | 5,874  |
| 2005 | 1,124,225 | 20,151 | 7,005  |
| 2006 | 1,220,592 | 17,591 | 7,726  |
| 2007 | 1,378,529 | 17,898 | 9,017  |
| 2008 | 1,390,622 | 17,461 | 9,227  |
| 2009 | 1,581,931 | 9,440  | 12,400 |
| 2010 | 1,186,170 | 11,135 | 6,904  |
| 2012 | 2,291,470 | 21,198 | 26,518 |
| 2013 | 2,307,322 | 22,779 | 7,729  |
| 2014 | 2,502,957 | 23,626 | 17,305 |
| 2015 | 2,713,259 | 25,184 | 15,368 |
| 2016 | 3,182,267 | 28,732 | 16,399 |

| 排名 | 目的地      | 班次（周） | 航司                             |
| ---- | ----------- | ---------- | -------------------------------- |
| 1    | 雅加达-苏哈 | 189        | 连城、嘉鲁达、狮航、楠航、三佛齐 |
| 2    | 吉打邦      | 70         | 连城、楠航、飞翼                 |
| 3    | 普图西包    | 21         | 连城、楠航、飞翼                 |
| 4    | 新当        | 21         | 楠航、飞翼                       |
| 5    | 泗水        | 21         | 连城、狮航、飞翼                 |
| 6    | 巴淡岛      | 21         | 连城、狮航                       |
| 7    | 马辰        | 14         | 楠航                             |
| 8    | 三宝垄      | 7          | 狮航                             |
| 9    | 日惹-新机场 | 7          | 狮航                             |
| 10   | 望加锡      | 7          | 狮航                             |
| 11   | 巴厘巴板    | 4          | 狮航                             |
| 12   | 梭罗        | 4          | 楠航、快速                       |
| 13   | 帕朗卡拉亚  | 1          | 飞翼                             |

| 排名 | 目的地      | 班次（周） | 航司           |
| ---- | ----------- | ---------- | -------------- |
| 1    | 古晋        | 14         | 亚航、飞翼     |
| 2    | 吉隆坡-国际 | 7          | 亚航、印尼亚航 |

## 事故
- 1973年1月19日，穿越群岛航空（Trans Nusantara Airways）一架道格拉斯DC-3在着陆时坠毁，随后发生火灾，四名乘员罹难。[3]
- 2004年11月22日，嘉鲁达印尼航空机长斯里·哈多诺（Sri Hardono）驾驶一架波音737-500自坤甸飞往雅加达，在起飞后不久突发心脏病。哈多诺随即向空管请求返回机场，在飞机紧急着陆后，哈多诺在座舱内病亡。苏巴迪奥机场关闭40分钟，事件中没有产生其他伤亡。[4]
- 2010年11月2日，狮子航空712航班一架波音737-400（注册号PK-LIQ）在着陆时冲出跑道，最后机腹着地。174名乘客及机组成员通过紧急滑道撤离，事故仅造成少数人受伤。[5]
- 2012年6月1日，三佛齐航空一架波音737-400在大雨中降落时冲出跑道，无人受伤，但是飞机损毁到无法修复的程度。[6][7]